# صدف عرشه‌دار
صدف عرشه‌دار(نام علمی: Arcidae) نام یک تیره از راسته عرشه‌دارسانان است.